# 가타하마역
가타하마역(일본어: 片浜駅、かたはまえき 카타하마에키[*])은 일본 시즈오카현 누마즈시에 위치한 도카이 여객철도 소속 철도역이며, 도카이도 본선의 정차역이다. 누마즈 시 교외의 가타하마 지구에 있는 역으로, 일본국유철도가 민영화되기 직전이던 1987년 3월에 개업하였다. 일본국유철도 시대에 문을 연 마지막 역 중 하나이다.

## 역 구조 및 승강장
상대식 2면 2선 구조의 지상역이다. 승강장은 10량 길이의 열차까지 수용할 수 있다. 역사는 선상 구조로, 북쪽 출입구와 남쪽 출입구를 가지고 있다.
누마즈역이 관리하는 업무 위탁역으로, 역 업무는 도카이 교통 사업이 대신 하고 있다. TOICA 및 제휴 교통카드의 사용이 가능하다.
| 1 | ■ 도카이도 본선 | 상행 | 누마즈 · 아타미 방면     |
| 2 | ■ 도카이도 본선 | 하행 | 시즈오카 · 하마마쓰 방면 |

## 역사
- 1987년 3월 21일 - 일본국유철도 도카이도 본선 누마즈 역 ~ 하라 역 사이에 신설 개업.
- 1987년 4월 1일 - 민영화에 따라 도카이 여객철도의 소속이 되었다.
- 2008년 3월 1일 - TOICA의 사용이 가능해졌다.

## 인접역
| 도카이 여객철도 도카이도 본선 | 도카이 여객철도 도카이도 본선 | 도카이 여객철도 도카이도 본선 |
| ----------------------------- | ----------------------------- | ----------------------------- |
| 누마즈 도쿄 · 아타미 방면     | ■ 도카이도 본선 보통          | 하라 시즈오카 · 하마마쓰 방면 |